# Down in the Groove
Down in the Groove är Bob Dylans 25:e studioalbum, utgivet 1988. Låten "Silvio" blev en mindre hit och "Death is not the end" spelades in av Nick Cave till hans album Murder Ballads (1996).
Albumet nådde 61:a plats på Billboard 200.

## Låtlista
Låtarna skrivna av Bob Dylan, där inget annat namn anges.
1. "Let's Stick Together" (Wilbert Harrison) - 3:09
2. "When Did You Leave Heaven?" (Walter Bullock, Richard Whiting) - 2:15
3. "Sally Sue Brown" (Arthur June Alexander, Earl Montgomery, Tom Stafford) - 2:29
4. "Death Is Not the End" - 5:10
5. "Had a Dream About You, Baby" - 2:53
6. "Ugliest Girl in the World" (Bob Dylan, Robert Hunter) - 3:32
7. "Silvio" (Bob Dylan, Robert Hunter) - 3:05
8. "Ninety Miles an Hour (Down a Dead End Street)" (Hal Blair, Dan Robertson) - 2:56
9. "Shenandoah" (trad. arr. Bob Dylan) - 3:38
10. "Rank Strangers to Me" (Albert E. Brumley) - 2:57